# Bledius cubensis
Bledius cubensis är en skalbaggsart som beskrevs av Richard Eliot Blackwelder 1943. Bledius cubensis ingår i släktet Bledius och familjen kortvingar. Inga underarter finns listade i Catalogue of Life.